# 鄭櫻桃
鄭櫻桃（?—349年），後趙武帝石虎第三任妻子，後被封為皇后。原是晉朝冗从仆射鄭世達的家妓，後成為女戰俘，因頗具美色才藝被石虎看中，納為妾，深得寵愛。
起初石虎娶將軍郭榮之妹為妻，妻妾關係不睦，鄭櫻桃向石虎進讒，石虎遂把郭氏毆打致死。後來石虎又娶清河崔氏之女為妻。鄭櫻桃最初生下的是一個女兒，崔氏要奪去收養，鄭櫻桃不許。不久女兒出生三月後病故，鄭櫻桃遂讒陷是崔氏害死了她的女兒，石虎就殺掉了崔氏。此後鄭櫻桃升為正妻，又生下石邃、石遵二子，於咸和八年（333年）七月，石虎受封為魏王，鄭櫻桃被立為魏王后。咸康三年（337年）正月，石虎稱天王，立鄭櫻桃為天王皇后，長子石邃立為太子。石邃荒淫殘暴，好吃人肉，母親鄭櫻桃派使者去譴責他，使者竟被殺死。石虎聽聞石邃有疾，派女官探視，女官亦被殺。石虎大怒，在同年八月廢殺石邃與其妻等二十六人，並廢鄭櫻桃為東海太妃，離她成為皇后僅八個月而已。
永和五年（349年），石虎死，石世即位，不久即為石遵所廢。同年五月，石遵成為皇帝，尊母親鄭櫻桃為皇太后。起初，石遵允諾讓石閔(即冉閔)做皇儲，但之後卻讓石衍做皇儲，引發石閔的不滿。孟準等人勸石遵誅殺石閔，石遵便與其兄石鑒及母親鄭櫻桃商議，鄭櫻桃認為石遵之所以能夠即位，石閔有功勞，不可殺他。會後，石鑒將此事密報給石閔知道，石閔遂誅殺鄭櫻桃與石遵。
唐朝詩人李頎曾作「鄭櫻桃歌」，寫鄭櫻桃以美豔而擅寵後宮故事。後來有人因為史書中記載鄭櫻桃為「優僮」而認為是美少年，指李頎誤以為婦人。